# Sphagnum sipmanii
Sphagnum sipmanii är en bladmossart som beskrevs av H. Crum in Sipman 1992. Sphagnum sipmanii ingår i släktet vitmossor, och familjen Sphagnaceae. Inga underarter finns listade i Catalogue of Life.